# パーカー・グリフィス
パーカー・グリフィス（英語: Parker Griffith、1942年8月6日 - ）は、アメリカ合衆国の政治家、医師。現在は連邦下院議員で、所属政党は共和党。宗教は監督派である。バージニア夫人との間に5人の子供がいる。

## 学歴・医師経歴
1942年8月6日にルイジアナ州シュリーブポートに誕生する。グリフィスは幼少時より医学に対する好奇心が強く、長じてルイジアナ州立大学に進む。放射線医学に基づく癌治療を専門とし、テキサス州・アラバマ州で医師免許を有する。また、1970年から1973年まではアメリカ陸軍の予備役として軍務に就く傍ら、医師としての活動を続けた。その後はアラバマ州ハンツビルに移り、1992年に医師を引退する。

## 政治経歴
グリフィスが政界入りを果たすのは2006年からで、民主党から地元・アラバマ州の上院選挙に出馬して当選を果たし、2009年まで務める。グリフィスは同州北部7区選出でマディソン郡などを地盤としていた。2008年には、現職議員の引退に伴い国政出馬に転じ、難しいとされながら4ポイントの僅差でアラバマ5区で初当選を果たす。民主党内では保守派・いわゆるブルードッグスに属し、オバマ大統領の政策に対しては造反がしばしばで、景気対策法案や医療改革法案にも反対票を投じた。2009年12月22日には民主党の左傾化への反発から、共和党への鞍替えを発表した。夫人と共に出席した離党会見では、医療法案などを激しく批判した。2010年秋に行われる中間選挙で共和党から再選を目指していたグリフィスだったが、同年6月1日に実施された党員選挙でティーパーティー運動や地方議員らが推すモー・ブルックス元同州下院議員に惨敗。グリフィスの得票は33パーセントに止まり、グリフィスの党籍移動は最終的に変節と受け取られた。